# Лакоба, Станислав Зосимович
Станисла́в Зоси́мович Лако́ба (абх. Станислав Зосим-иҧа Лакоба; 23 февраля 1953, Сухуми, Абхазская AССР) — абхазский историк, литератор, общественный и политический деятель; профессор Абхазского государственного университета, автор ряда книг и научных трудов; с 2005 по 2009 и с 2011 по 2013 годы — Секретарь Совета безопасности Республики Абхазия.

## Биография
Родился 23 февраля 1953 года в Сухуме. Из одного рода с Нестором Лакобой, по собственному утверждению: «Мой прадед и его дед были родными братьями».
Окончил исторический факультет Сухумского государственного педагогического института.
В молодые годы выступал в местной печати со стихами, написанными на русском языке, выпустил несколько стихотворных сборников — в частности, первый из них, «Колесо и снег» (1979), получил положительные отзывы критики, полагавшей, что «стихи С. Лакобы ломают стереотипы восприятия» (М. Борщевская), а читатели «должны быть благодарны поэту за веру его в читательские творческие способности» (Г. Адамиа).
С 2000 по 2004 годы в качестве приглашённого профессора занимался научной работой в Центре славянских исследований Университета Хоккайдо (Япония). В этот период выпустил ряд монографий о грузино-абхазском конфликте и новейшей истории Абхазии.
В настоящее время является профессором Абхазского государственного университета и автором многих публикаций по вопросам археологии, истории, политики и культуры народов Кавказа.

### Политическая карьера
С 1991 по 1996 годы, во время грузино-абхазской войны 1992—1993 годов — депутат Верховного Совета — парламента Республики Абхазия; в 1993—1994 годах — первый заместитель председателя Верховного Совета Абхазии, а в 1994—1996 годах — первый Вице-спикер парламента. Один из ближайших сподвижников Владислава Ардзинбы.
C 1996 года — в оппозиции. Критиковал практику безальтернативных президентских выборов в Абхазии.
Принимал активное участие в Женевском процессе по урегулированию военного конфликта под эгидой ООН и при посредничестве России. В последние годы в рамках «Бергхоф-центра» (Германия) и неправительственной организации «Ресурсы примирения» (Великобритания) — участник неформальных грузино-абхазских встреч в Австрии и Германии (Шляйнингский процесс).
На первом этапе президентских выборов 2004 года баллотировался в паре с Сергеем Багапшем на пост вице-президента Абхазии. На втором этапе президентских выборов в интересах внутриабхазского согласия уступил место вице-президента Раулю Хаджимбе.
С 2005 по 18 августа 2009 года — Секретарь Совета Безопасности Республики Абхазия.
В 2009 году во время президентских выборов в Абхазии не стал выставлять свою кандидатуру.
15 мая 2011 года вошёл в Церковный совет Священной митрополии Абхазии от мирян.
На президентских выборах в Абхазии 2011 года поддержал Александра Анкваба. Накануне решающего голосования Лакоба заявил: «У меня были непростые отношения с Александром Анквабом, потому что он сам по себе тоже непростой человек. Но для нашего непростого общества нужен, видимо, именно такой непростой человек. Он очень хорошо знает наше общество, менталитет наших людей… Владислав Ардзинба считал его человеком неординарным, умным и очень ценил как специалиста и профессионала».
С декабря 2011 вновь был назначен секретарём Совета безопасности Республики Абхазия.
11 мая 2012 года принял участие во встрече Президента РФ В. Путина и Президента Абхазии А. Анкваба в сочинской резиденции «Бочаров Ручей».
Весной 2013 года между Лакобой и Анквабом произошёл конфликт по поводу паспортизации населения, проживающего в приграничных с Грузией районах, после чего оба политика перестали общаться между собой.
29 октября 2013 года отправлен А. Анквабом в отставку, с которой сам Лакоба не был согласен и обвинил президента Абхазии в узурпации власти.
Согласно публиковавшимся оценкам, Лакоба был главным идеологом майских событий 2014 года в Сухуме, в результате которых к власти в республике пришёл Рауль Хаджимба.

## Семья
Станислав Лакоба женат, имеет сына и дочь.

## Награды
- Лауреат Государственной премии Абхазии имени Д. И. Гулиа (1992)
- Действительный член Адыгской (Черкесской) международной академии наук (2022)[14].

## Труды и публикации
- Лакоба С. З., Бгажба О. Х. История Абхазии с древнейших времен до наших дней. — Сухум, 2007.
- «Крылились дни в Сухум-Кале». Историко-культурные очерки. (недоступная ссылка) — Сухуми, 1988.
- Очерки политической истории Абхазии. — Сухуми, 1990.
- История Абхазии. Учебное пособие. — Сухум, 1991.; Гудаута, 1993.
- Столетняя война Грузии против Абхазии (недоступная ссылка) — Гагра: Ассоциация «Интеллигенция Абхазии», 1993.
- The Abkhazians / ed. by G. Hewitt. London — New York, 1999.
- Ответ историкам из Тбилиси. — Сухум, 2001.
- Абхазия — де-факто или Грузия — де-юре? О политике России в Абхазии в постсоветский период — Саппоро, 2001.
- Абхазский архив. — М., 2002.
- Кто есть кто в Абхазии. Общественно-политическая и военная элита Абхазии 1991—2004 гг. — 2004.
- Абхазия после двух империй. XIX—XXI вв. (недоступная ссылка) — М., 2004.
- Двуглавый орёл и традиционная Абхазия (недоступная ссылка)
- Российско-турецкое взаимодействие в контексте Карсского договора 1921 года? (недоступная ссылка) // Кавказский сборник. Т. 6 (38). — М., 2010.